# Joan I Sanudo
Joan I Sanudo (? - 1362) fou duc de Naxos, germà i successor de Nicolau I Sanudo el 1341. El 1344 els turcs d'Aydın van ocupar part de Naxos i es van emportar sis mil habitants que van convertir en esclaus. Joan va donar suport a Venècia en la guerra contra Gènova però fou capturat pels genovesos i portat captiu a la capital de la república (1354), sent alliberat després del tractat de pau del 1355. Es va casar amb Maria. Va morir el 1362 i el va succeir la seva única filla Fiorenza I Sanudo.